# Rue des Chats-Bossus
La rue des Chats-Bossus est une rue de Lille, dans le Nord, en France.

## Situation et accès
Située dans Vieux-Lille, la rue des Chats-Bossus est se trouve à la rencontre de la rue Basse avec la rue de la Grande-Chaussée à celle de la Place du Lion d'Or avec la Rue de la Monnaie.

## Origine du nom
La rue doit son nom à une ancienne enseigne ; elle se nommait également en patois de Lille « rue des Cats-Bochus ».

## Historique
La rue des Chats-Bossus est une des voies de communication les plus anciennes de Lille. Bien qu'elle ne soit pas attestée par la Charte de fondation de la Collégiale Saint-Pierre de 1066, son tracé atteste un lien évident entre la rue de la Grande-Chaussée voie principale du « forum » dans le prolongement de la rue de Paris et l'ancienne rue Saint-Pierre (rue de la Monnaie)  également axe majeur du « castrum ».
La rue aurait été entre ces deux rues un point de franchissement (gué ?) d'un bras primitif de la Deûle avant le développement urbain, qui suivait l'actuelle rue Basse encaissée entre la motte castrale et l'îlot du forum jusqu'à l'emplacement en aval de l'actuelle avenue du Peuple Belge.

## Bâtiments remarquables et lieux de mémoire
• Poissonnerie A L’Huîtrière, 3-7 rue des Chats-Bossus à Lille. Institution lilloise depuis plus d’un siècle, L’Huîtrière est un élément incontournable du patrimoine lillois déjà repéré dans le Secteur sauvegardé du Vieux-Lille.